# Ebbe Kjeld Rasmussen
Ebbe Kjeld Rasmussen (* 12. April 1901; † 9. Oktober 1959) war ein dänischer experimenteller Atomphysiker und Kernphysiker. 
Rasmussen studierte Physik an der Universität Kopenhagen, wo er 1926 seinen Abschluss machte (cand. mag.). Danach forschte er bis 1929 an der Technischen Universität Dänemarks insbesondere über medizinische Anwendungen. 1928 wurde er Mitarbeiter von Niels Bohr an dessen Institut. Er befasste sich vor allem mit Spektroskopie wie der Hyperfeinstruktur, aus der er die magnetischen Momente verschiedener Atomkerne bestimmte. Dabei arbeitete er mit Hans Kopfermann aus Deutschland zusammen (über die Kern-Momente von Cobalt, Vanadium, Scandium). 1932 erhielt er einen Doktorgrad für seine Arbeiten über das Spektrum von Edelgasen. 1942 wurde er Professor an der Veterinär- und Landwirtschaftsschule, arbeitete aber weiter am Bohr-Institut. 1956 wurde er Professor an der Universität Kopenhagen. Er baute dort das Hans Christian Ørsted Institut der Universität mit auf.
1939 wurde er Sekretär der Gesellschaft zur Ausbreitung der Naturwissenschaften (Naturlaerens Udbredelse Selskabet). 1951 wurde er Mitglied der Dänischen Akademie der Wissenschaften und kurz vor seinem Tod 1959 deren Sekretär.
Er war seit 1925 mit Julie Ingeborg Mortensen verheiratet.